# ماتياس فينا
ماتياس نيكولاس فينا سوسبيريغي (بالإسبانية: Matías Nicolás Viña Susperreguy)‏ (مواليد 9 نوفمبر 1997) هو لاعب كرة قدم من الأوروغواي يلعب في مركز الظهير الأيسر مع نادي روما الإيطالي و‌منتخب الأوروغواي لكرة القدم.

## روابط خارجية
- ماتياس فينا على موقع الاتحاد الأوربي (الإنجليزية)
- ماتياس فينا على موقع إي إس بي إن إف سي (الإنجليزية)
- ماتياس فينا على موقع قاعدة بيانات كرة القدم.إي يو (الإنجليزية)
- ماتياس فينا على موقع ليكيب (الفرنسية)
- ماتياس فينا على موقع ناشيونال فوتبول تيمز (الإنجليزية)
- ماتياس فينا على موقع Soccerbase.com (لاعب) (الإنجليزية)
- ماتياس فينا على موقع Soccerway.com (الإنجليزية)
- ماتياس فينا على موقع عالم كرة القدم.نت (الإنجليزية)
- ماتياس فينا على موقع AS.com (الإسبانية)